# Antonio Jiménez Quiles
Pour les articles homonymes, voir Jiménez.
Antonio Jiménez Quiles, né le 11 juillet 1934 à Grenade et mort le 15 juin 2023, est un coureur cycliste espagnol. Professionnel de 1954 à 1963, il s'est surtout illustré par une deuxième place sur le Tour d'Espagne 1955, en étant le plus jeune participant de cette édition, à 20 ans,.

## Palmarès
- 1955
  - Tour de Navarre
  - 2e étape du GP Ayutamiento de Bilbao
  - Grand Prix d'Andalousie
  - 4eb étape du Tour du Levant (contre-la-montre)
  - 2e du Tour d'Espagne
- 1956
  - 3e étape du Tour du Levant
- 1957
  -  Champion d'Espagne de la montagne
  - 1re étape du Gran Premio de la Bicicleta Eibarresa
  - 3e du championnat d'Espagne sur route
- 1958
  - 2e étape du Tour d'Espagne
- 1960
  -  Champion d'Espagne de la montagne
- 1961
  - 9e étape du Tour du Portugal
  - 3e du championnat d'Espagne de la montagne

## Résultats sur les grands tours

### Tour d'Espagne
8 participations :
- 1955 : 2e
- 1956 : 29e
- 1957 : abandon
- 1958 : 25e, vainqueur de la 2e étape
- 1959 : 34e
- 1960 : hors délais (15e étape)
- 1961 : 22e
- 1962 : 27e